# لانتانا بيضاء ناصعة
لانتانا بيضاء ناصعة (الاسم العلمي: Lantana nivea) هي نوع نباتي يتبع جنس اللانتانا من فصيلة اللويزية.